# جوني كينغ (كاتب)
جوني كينغ (بالإنجليزية: Jonny King)‏ هو عازف بيانو ومحامي وكاتب أمريكي، ولد في 2 فبراير 1965 في نيويورك في الولايات المتحدة.

## وصلات خارجية
- جوني كينغ على موقع ميوزك برينز (الإنجليزية)
- جوني كينغ على موقع ديسكوغز (الإنجليزية)